# Dolomedes hydatostella
Espèce
Dolomedes hydatostella est une espèce d'araignées aranéomorphes de la famille des Dolomedidae.

## Distribution
Cette espèce est endémique de la région Sava à Madagascar,. Elle se rencontre dans le parc national de Marojejy.

## Description
Le mâle holotype mesure 11,63 mm et la femelle paratype 17,09 mm.

## Systématique et taxinomie
Cette espèce a été décrite par Yu et Kuntner en 2024.

## Publication originale
- Yu & Kuntner, 2024 : « Discovering unknown Madagascar biodiversity: integrative taxonomy of raft spiders (Pisauridae: Dolomedes). » PeerJ, vol. 12, no e16781, p. 1-60 (texte intégral).